# Jaap van Oosten
Jacob (Jaap) van Oosten (8 november 1929 – 20 september 2007) was een Nederlandse voetballer die meestal als midvoor speelde. Hij speelde in het seizoen 1949/50 in het tweede elftal van het stad-Groninger GVAV (waarmee hij het landskampioenschap voor tweede elftallen behaalde) en maakte in het seizoen 1950/51 zijn competitiedebuut in het eerste elftal van de voorloper van FC Groningen. In die wedstrijd daarvoor scoorde hij twee keer tegen stadgenoot Velocitas. Hij maakte in 1954 de intrede van het betaalde voetbal mee. In 1956 maakte hij de overstap naar Leeuwarden  (de voorloper van SC Cambuur) en speelde voor die club drie seizoenen. Zijn laatste seizoen als semi-prof voetballer (1959/60) speelde hij voor Velocitas. Hij kwam uit voor het Groninger elftal, het Nederlands luchtmachtteam en het Nederlands PTT-elftal.

## Carrièrestatistieken
| Seizoen         | Club            | Land            | Competitie                   | Competitie | Competitie | Beker | Beker | Internationaal | Internationaal | Overig | Overig | Totaal | Totaal |
| Seizoen         | Club            | Land            | Competitie                   | Wed.       | Dlp.       | Wed.  | Dlp.  | Wed.           | Dlp.           | Wed.   | Dlp.   | Wed.   | Dlp.   |
| --------------- | --------------- | --------------- | ---------------------------- | ---------- | ---------- | ----- | ----- | -------------- | -------------- | ------ | ------ | ------ | ------ |
| 1950/51         | GVAV            | Nederland       | Eerste klasse                | 19         | 13         | –     | –     | –              | –              | 0      | 0      | 19     | 13     |
| 1951/52         | GVAV            | Nederland       | Eerste klasse                | 6          | 9          | –     | –     | –              | –              | 0      | 0      | 6      | 9      |
| 1952/53         | GVAV            | Nederland       | Eerste klasse                | 26         | 20         | –     | –     | –              | –              | 0      | 0      | 26     | 20     |
| 1953/54         | GVAV            | Nederland       | Eerste klasse                | 23         | 9          | –     | –     | –              | –              | 0      | 0      | 23     | 9      |
| 1954/55         | GVAV            | Nederland       | Eerste klasse A (Afgebroken) | –          | 3          | –     | –     | –              | –              | 0      | 0      | –      | 3      |
| 1954/55         | GVAV            | Nederland       | Eerste klasse C              | 25         | 20         | –     | –     | –              | –              | 0      | 0      | 25     | 20     |
| 1955/56         | GVAV            | Nederland       | Hoofdklasse B                | 24         | 5          | –     | –     | –              | –              | 0      | 0      | 24     | 5      |
| 1956/57         | Leeuwarden      | Nederland       | Tweede divisie A             | 27         | 27         | –     | 3     | –              | –              | 0      | 0      | –      | 30     |
| 1957/58         | Leeuwarden      | Nederland       | Eerste divisie B             | 29         | 20         | –     | 2     | –              | –              | 0      | 0      | –      | 22     |
| 1958/59         | Leeuwarden      | Nederland       | Eerste divisie A             | 15         | 4          | –     | 2     | –              | –              | 0      | 0      | –      | 6      |
| 1959/60         | Velocitas       | Nederland       | Tweede divisie B             | –          | 9          | –     | –     | –              | –              | –      | 3      | –      | 12     |
| Carrière totaal | Carrière totaal | Carrière totaal | Carrière totaal              | –          | 139        | –     | 7     | 0              | 0              | –      | 3      | –      | 149    |

## Erelijst
Leeuwarden
| Nationaal      |    |         |
| Tweede divisie | 1x | 1956/57 |